# Oziás
Oziás är en ort i Grekland.   Den ligger i prefekturen Nomós Kerkýras och regionen Joniska öarna, i den västra delen av landet, 300 km väster om huvudstaden Aten. Oziás ligger 72 meter över havet och antalet invånare är 183. Den ligger på ön Paxós.
Terrängen runt Oziás är huvudsakligen platt, men åt nordväst är den kuperad. Havet är nära Oziás åt sydost. Närmaste större samhälle är Gáïos, 1,2 km norr om Oziás. 